# (31633) Almonte
1999 GH30 (asteroide 31633) é um asteroide da cintura principal. Possui uma excentricidade de 0.14582390 e uma inclinação de 1.67246º.
Este asteroide foi descoberto no dia 7 de abril de 1999 por LINEAR em Socorro.